# Alfred Råvad
Alfred Christian Ludvig Jensen (antog ca. 1880 navnet Alfred Råvad, i USA Roewade) (10. juli 1848 i Rådvad – 3. april 1933 i København) var en dansk arkitekt og byplanlægger.
Alfred Råvad var søn af murermester Jens Christian Jensen og Andrea Louise Martens. Han blev udlært billedskærer hos Th. Almind, tegnede hos stukkatør Chr. Berg og kom i lære hos faderen. Han gik dernæst på Teknisk Skole og blev optaget som medlem af Akademisk Arkitektforening 1914. han var ansat som medhjælp hos arkitekt Leth og hos J.A. Stillmann. Han havde egen tegnestue i København 1876-1890 og 1915-1933, rejste i den mellemliggende periode til Chicago, hvor han arbejdede 1890-1914 og var bygningsinspektør for Chicago and Northwestern Railway 1900-1904. Han havde Byplanstuen sammen med Sven Risom 1924. Derudover var han sekretær for Den frivillige Selvbeskatning til Forsvarets Fremme 1884-90 og formand for den antisemitiske Foreningen til Fremmedelementers Begrænsning 1917-22 (senere Dansker-Ligaen). Ud over opholdet i USA var han i Tyskland 1873 og Belgien og Frankrig 1875. Han udstillede i Rådhushallen, København 1909.
Alfred Råvad begyndte sin karriere som typisk historicistisk arkitekt, men hans interesser var ikke begrænsede til dette. Han var bredt interesseret i politik og byplanlægning, og han var en af de første, der præsenterede funktionen som arkitekturens væsentligste ærinde. Hans mangeårige ophold i Chicago, hvor han bl.a. lavede udviklingsplaner, lærte ham de nyeste tendenser inden for sit fag. Han var en fremsynet skikkelse, men også en fantast, der var for ufokuseret til at skabe et livsværk. Med Borgmesterbogen (1929) efterlod han et stort anlagt værk, der var et inciterende indlæg i datidens debat uden sidestykke, oprindeligt skabt som tillæg til Arkitekten. Heri introducerer Råvad bl.a. den idé om en fingerplan for hovedstadens udbygning, som Egnsplankontoret (Teknisk kontor for udvalget til planlægning af Københavnsegnen) i 1947 tog æren for.
Råvad havde en stor, samlende helhedsplan for København, som ud over Fingerplanen også inkluderede en lang række andre, separate projektforslag, ikke mindst udgravning af Øresundsrenden med formålet at tiltrække skibstransport med bestandigt voksende skibstonnage. Tidens politiske kræfter var dog ikke fremsynede nok til at tro på denne udvikling, og da Kielerkanalen hævede sine broer til over 40 meter, mistede Frihavnen en stor del af verdens omskibning af godstransport til Tyskland.
Råvad blev gift 1. gang 17. november 1876 i København med Laurine Annette Hastrup (15. marts 1851 på Frederiksberg – 1910 i Chicago), datter af fyrbøder, senere overfyrbøder Anton Hastrup og Ingeborg Juliane Larsen. 2. gang ægtede han 14. december 1929 i Søborg Gerda Christine Louise Jensen (11. maj 1902 i København – 20. februar 1982), datter af maskinarbejder, senere smed Anthon Ferdinand Adolf Jensen og Gyde Marie Petersen. Råvad er begravet på Bispebjerg Kirkegård.

## Værker
(Sammen med Aug. Johansen)
- Martinskolen, Frederiksberg (1877)
- Svanholmvej 8-10, Frederiksberg (1877-78)
- Søndermarkshuset, Kammasvej 2, Valby (1878, skal nedrives jf. lokalplan for Carlsberg)
- Nørrebrogade 88, Nørrebro (1878-79)
- Smallegade 29B/Frederiksberg Bredegade 19-21, Frederiksberg (1879, nedrevet)
- Emdrupborg Højskole (ca. 1880, nedrevet)
- Handskemagerforeningens Stiftelse, H.C. Ørsteds Vej 60-62, Frederiksberg (1880, vinduer ændret)
- Møllegade 15-19, Nørrebro (1880)
- Gammel Kongevej 29 B, Frederiksberg (1882, ændret 1908 af Heinrich Hansen ifm. Det Ny Teaters opførelse)
- Vodroffsvej 46, Frederiksberg (1882-84)
- Villakvarter, Valbygårdsvej, Valby (1882-84)

Alene:
- Ejendommen Rørholm, Øster Søgade 32, København (1882-84)
- Ålholmvej 46, Valby (1930, eget hus)

Projekter:
- Byvåben for Chicago (1892, 1. præmie)
- Plan for Københavns bebyggelse (konkurrence 1908-09, præmieret)
- Ny Strandvej ved København (1923)
- Nationalmuseets placering i forbindelse med ny Strandvej ved København (1926)

Skriftlige arbejder:
- Kunst og Kunstakademiet, et Par Ord til Overvejelse for Kunstnere og Kunstvenner, 1883. (Under pseudonymet Anterides)
- Et større Danmark, 1915.
- De danske Rigslande, Nationalt Program for et større Danmark, 1916.
- Storby og Købestævne, 1925.
- Vor Muldtid og Deltadannelsen, 1926.
- Borgmesterbogen. En Bog om dansk Byplanlægning, 1929.
- Desuden pjecer og artikler i dag- og fagblade, bl.a. Tidsskrift for Kunstindustri og Architekten.